# Día de la Bandera (Argentina)

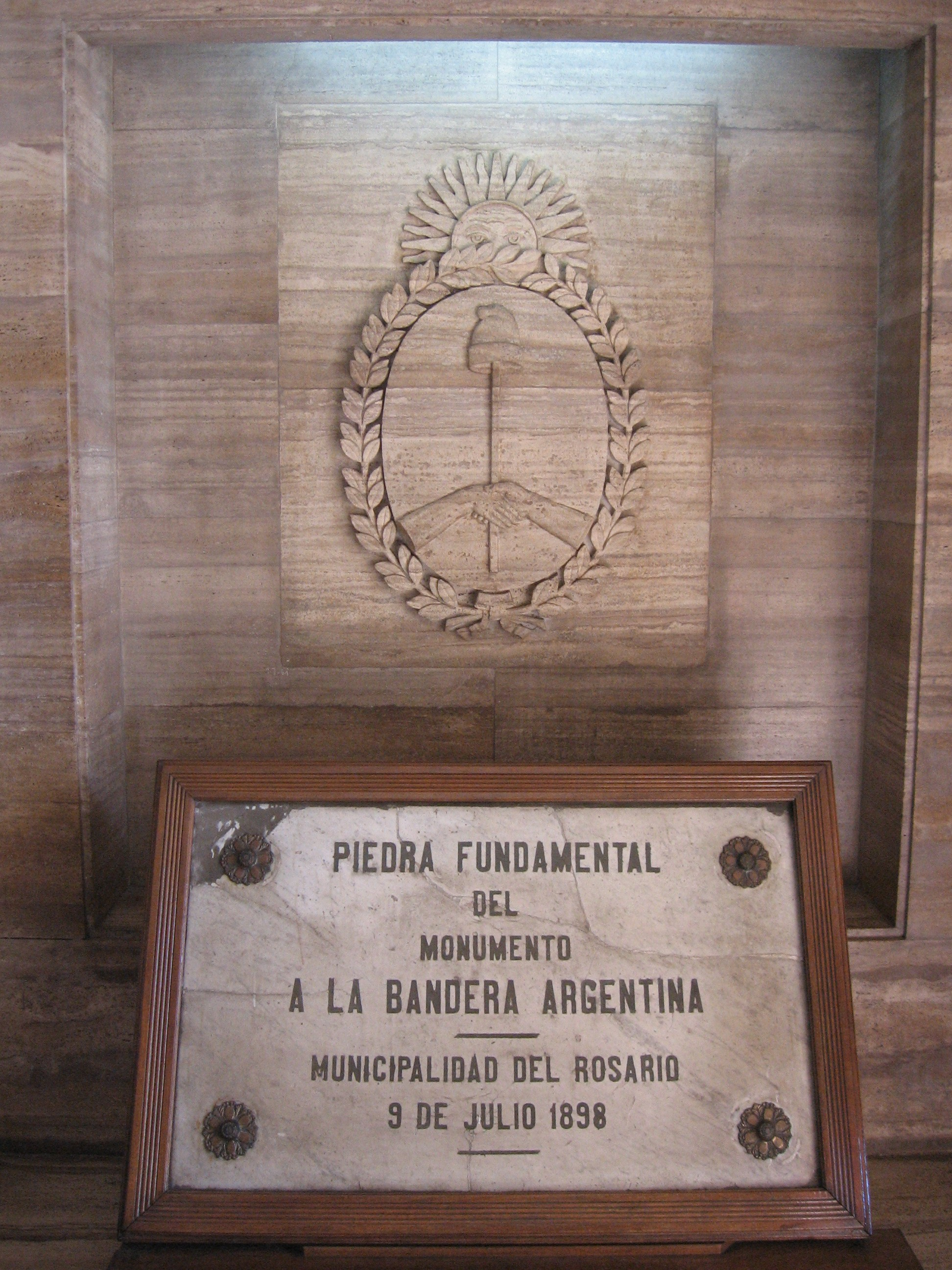
La piedra fundamental del Monumento a la Bandera en Rosario. Fuente: Wikimedia Commons

El Día de la Bandera se conmemora cada año en Argentina el 20 de junio. Esa fecha es feriado nacional y día festivo dedicado a la bandera argentina y a la conmemoración de su creador, Manuel Belgrano, fallecido en ese día de 1820. La fecha fue decretada                                                  por ley 12.361 del 8 de junio de 1938, con aprobación del Congreso, por el entonces presidente de la Nación Argentina, Roberto M. Ortiz.

## Historia
A partir del año 2011, por decreto nacional, dicho feriado es inamovible.
La bandera fue creada el 27 de febrero de 1812, durante la gesta por la Independencia de las provincias Unidas del Río de la Plata.
La principal sede de las conmemoraciones del Día de la Bandera es el Monumento a la Bandera, en la ciudad de Rosario (provincia de Santa Fe), lugar en el que la bandera fue izada por primera vez en dos baterías de artillería, ubicadas en orillas opuestas del Río Paraná. La celebración consiste de una reunión pública a la que asisten el presidente y miembros de las fuerzas armadas, veteranos de la guerra de las Malvinas, las fuerzas policiales, y una serie de organizaciones civiles.
Después de 14 años, el 20 de junio de 1957, se inaugura oficialmente el Monumento Nacional a la Bandera, en actos oficiales presididos por el dictador Pedro Eugenio Aramburu.
Una serie de actividades previas y posteriores completaron los festejos, convocando a la ciudadanía que siguió todos los pasos de esta ceremonia inaugural. Un gran desfile militar, seguidos de discursos fueron el centro de esta inauguración.
Desde hace algunos años, se incluye el desfile de la bandera más larga del mundo, que es confeccionada de manera comunitaria por la población de Rosario.
En 1812, las tropas a las órdenes de Manuel José Joaquín del Corazón de Jesús Belgrano, nombre completo del héroe comenzaron a utilizar una escarapela bicolor azul-celeste y blanco (colores adoptados por las cintas y escarapelas distintivas utilizadas por los «chisperos» o patriotas adherentes a la Revolución del 25 de mayo de 1810). El mismo Belgrano expresó en un informe oficial que no usaba el rojo «para evitar confusiones», ya que el Ejército realista usaban ese color. El 13 de febrero de 1812 Belgrano propuso al Gobierno la adopción de una escarapela nacional para los soldados y 10 días después la adoptó luego de que el 16 de febrero de 1812 la Junta declarara abolida la escarapela roja y reconoció la blanca y celeste.

Siendo preciso enarbolar bandera y no teniéndola, la mandé hacer blanca y celeste conforme a los colores de la escarapela nacional.
Manuel Belgrano.

Los colores de la escarapela, que luego fueron los de la bandera, tienen otro antecedente: eran los que identificaban a los miembros de la Sociedad Patriótica (grupo político y literario de civiles y militares identificados con las ideas de Mariano Moreno). Como sus miembros habían sido desplazados de la Junta en 1811, pasaron a la oposición. Y el Primer Triunvirato eligió el celeste y blanco para la escarapela con una disposición distinta de esa sociedad. Esta última los disponía de este modo: celeste, blanco, celeste. La primera escarapela, se supone, era blanca, celeste y blanca.
Cerca de Macha (en Bolivia), se encontraron dos banderas que se supone eran las que llevó Belgrano hasta el Alto Perú durante su campaña militar. Una tiene la franja central celeste, y la otra, blanca. El Ejército del Norte juró obediencia a la Asamblea del Año XIII con una bandera blanca y celeste. Y esta enseña recién se enarboló en el mástil del Fuerte en 1815. Hasta entonces, allí, flameaba la bandera española. El Congreso de Tucumán adoptó oficialmente como símbolo de las Provincias Unidas del Río de la Plata el 20 de julio o 25 de julio de 1816, la bandera celeste, blanca y celeste. 
Posteriormente, en 1818, el Director Supremo de las Provincias Unidas del Río de la Plata Juan Martín de Pueyrredón definió a la bandera mayor, incluyéndole el Sol de Mayo (o Sol Incaico), que representa a la Revolución de Mayo. Este sol es el mismo que aparecía en la primera moneda nacional acuñada por la Asamblea del Año XIII y luce 32 rayos flamígeros. Hasta 1985, la bandera con el sol era la «bandera mayor» de la Nación, y solo podían lucirla los edificios públicos y el Ejército. Los particulares solo podían usar la bandera sin el sol en el centro. Luego de 1985 el parlamento promulgó una ley por el cual todas las banderas tienen que tener el Sol de Mayo, mediante esta ley cualquier particular o empresa privada puede acceder a una bandera con el sol, dejando de ser así solo de los organismos estatales.